# Coelorinchus braueri
Coelorinchus braueri är en fiskart som beskrevs av Barnard 1925. Coelorinchus braueri ingår i släktet Coelorinchus och familjen skolästfiskar. Inga underarter finns listade i Catalogue of Life.